# Тасмаганбетов, Марат Иманбаевич
Марат Иманбаевич Тасмаганбетов (каз. Марат Иманбайұлы Тасмағанбетов; род. 20 августа 1971, с. Андреевка, Рузаевский район, Кокчетавская область, Казахская ССР) — казахстанский государственный деятель. Аким города Петропавловска (2014—2019).

## Биография
Родился 20 августа 1971 года в селе Андреевка Рузаевского района Кокчетавской области.
В 1994 году окончил Кокчетавский сельскохозяйственный институт по специальности «ученый-агроном».
В 2002 году окончил Алматинский институт экономики и статистики по специальности «экономист».
В 2014 году окончил Российская академия народного хозяйства и государственной службы при Президенте Российской Федерации.

## Трудовая деятельность
Трудовую деятельность начал с 1994 года учётчиком бригады совхоза «Привольный» Рузаевского района Кокчетавской области.
С 1995 по 1998 годы — главный агроном совхоза «Западный» Целинного района Северо-Казахстанской области.
С 1998 по 2000 годы — директор ТОО «Западное Казахстан» Целинного района Северо-Казахстанской области.
С 2000 по 2006 годы — директор ТОО «Вест» района имени Габита Мусрепова Северо-Казахстанской области.
С 20 ноября 2006 года по 11 октября 2014 года — Аким района имени Г. Мусрепова Северо-Казахстанской области.
С 11 октября 2014 года по 20 марта 2019 года трудился акимом города Петропавловска.
С 20 марта 2019 года первый заместитель акима Северо-Казахстанской области.

## Награды
- Награждён личным благодарственным письмом Президента Республики Казахстан (2001)
- Медаль «50 лет Целине» (2004)
- Орден Курмет (2007)[2]
- Орден Парасат (2011)[3]
- Медаль «Бірлік» Ассамблеи народа Казахстана (2013)
- Медаль «20 лет Конституции Республики Казахстан» (2015)
- Юбилейная медаль «70 лет Победы в Великой Отечественной войне 1941—1945 гг.» (2015)
- Нагрудный знак «20 лет полиции Республики Казахстан» (2015) и др.